# Birsu Demir
Birsu Demir (* 14. Mai 1999 in Istanbul) ist eine türkische Schauspielerin.

## Leben und Karriere
Birsu Demir wurde am 14. Mai 1999 in Istanbul geboren. Sie studierte an der Kadir Has Üniversitesi. Ihr Debüt gab sie 2004 in der Fernsehserie Büyük Buluşma. Von 2011 bis 2013 spielte sie in der Serie Alemin Kıralı die Hauptrolle. 2012 wurde Demir für die Serie Şefkat Tepe gecastet. Unter anderem trat Demir 2014 in Otel Divane auf. Anschließend spielte sie 2015 in der Serie Son Çıkış eine Nebenrolle.

## Filmografie
Filme
- 2008: O… Çocukları
- 2009: Kanal-i-zasyon
- 2010: Kars Öyküleri
- 2014: Zaman Makinesi 1973

Serien
- 2004: Büyük Buluşma
- 2005: Beşinci Boyut
- 2007: Bir Demet Tiyatro
- 2007: Karayılan
- 2007: Genco
- 2011–2013: Alemin Kıralı
- 2012: Şefkat Tepe
- 2014: Otel Divane
- 2015: Son Çıkış
- 2023: ÜniversDeli